# Just-in-time výroba
Just-in-time (JIT) je anglický, zpravidla v češtině nepřekládaný, termín pro přístup k výrobě, který umožňuje podniku vyrábět výrobky v určeném množství a určeném čase dle požadavků zákazníka. Někdy se v češtině užívá ekvivalentu „právě včas“.
Princip Just In Time nepředstavuje uzavřený soubor jasně definovaných metod, pravidel a postupů, ale jedná se spíše o filozofii, která musí být dotvářena v souladu s charakteristickými podmínkami daného podniku.
Jedná se o nejznámější logistickou technologii. Poprvé byla aplikována v roce 1926 v závodech Toyota Company, avšak její největší rozmach přišel až počátkem osmdesátých let v Japonsku a USA.
Jedná se o metodu zvyšující produktivitu práce, kde jako hlavní faktor vystupuje čas, změna ve výrobních systémech se opírá o myšlenku slučitelnosti rychlosti s přizpůsobivostí reakce na změny.
Vedle snahy o minimalizaci pohybu materiálu ve skladech je zde uplatňován princip řízení výrobního procesu tak, že vše je řízeno aktuální potřebou.
Slabiny metody se ukazují v době krizí, např. v době nedostatku čipů pro výrobu automobilů v roce 2021.

## Základní filosofie
- Vyrábět jen to, co je potřebné, a tak efektivně, jak je to jen možné.
- Zamezit plýtvání prostředků, času, kapacit a jiným ztrátám.
- Klást důraz na 100% kvalitu výrobků.

## Koncepce JIT
Just in Time se opírá o tyto přístupy:
- plánování a výroba na objednávku,
- výroba v malých sériích, dodávají se malá množství v co možná nejpozdějším okamžiku,
- velmi časté dodávky (i několikrát v průběhu dne),
- zajištění kvality ve výrobě,
- motivace pracovníků,
- eliminace ztrát,
- udržování dlouhodobé strategické linie.

Just In Time je tedy strategie držení zásob, která napomáhá zlepšit návratnost investic tím, že redukuje nadbytečné zásoby, které by jinak bylo nezbytné držet. Tím jsou snižovány i náklady, které jsou s držením zásob spojené. Celý proces je řízen pomocí signálů, které například mohou startovat výrobu dalšího dílu ve výrobní lince. Většinou se jedná o jednoduché signály, které mohou spočívat třeba v nedostatku daného dílu na skladě. V případě, že je tato strategie správně implementována, může vést ke značným zlepšením v podobě návratnosti investic, kvality a efektivnosti výroby či prodeje.
Nové zboží je objednáváno ve chvíli, kdy množství zboží na skladě dosáhne předem stanovené hladiny. Tento přístup šetří prostory a peníze. Hlavní nevýhodou je, že hladina pro objednání je tvořena na základě historické poptávky. V případě, že aktuální poptávka výrazně převýší historické údaje, tak může dojít k vyčerpání zásob. V posledních letech[kdy?] se jako nejlepší strategie určení hladiny zásob jeví držení 13 týdenní spotřeby.

### Výhody
Výrazné přínosy mohou přinést následující opatření:
- logistika musí zkrátit celkovou dobu doplňování zásob – výroba dosáhne vyšší pružnosti.
- logistika a výroba musí spolupracovat v oblasti výrobního plánování – zkrátit cyklus plánování.
- logistika musí uplatnit modely, které povedou ke snížení celkových dodacích dob.
- výroba musí přijmout filozofii, že „pomalé“ výrobky se vyrábějí jen na zakázku a neudržují se na skladě.

### Nevýhody
Mezi nevýhody metody Just in Time patří:
- nárůst rozsahu přepravy stále menších zásilek stále větším počtem nákladních automobilů,
- přispívání k neprůjezdnosti (kongescím) na silnicích a dálnicích,
- časová náročnost spedičního a celního odbavení na hranicích v mezinárodních logistických řetězcích,
- podpora silniční kamionové dopravy oproti železniční, která nedokáže zajistit požadovanou přesnost a četnost.

## Předpoklady zavedení JIT
- Musí dojít v hluboké změně ve vztazích dodavatele k odběrateli (odběratel je dominujícím článkem, jemuž se musí dodavatel přizpůsobit tím, že svou činnost synchronizuje s jeho potřebami).
- Přeprava musí být svěřena kvalitnímu dopravci – spolehlivost a přesnost je ceněna více než samotná její rychlost.

## Bariéry zavedení JIT
- Zavedení brání nedostatečně rozvinutá infrastruktura.

Klíčem k úspěšné implementaci JIT je těsná a častá komunikace založená na vzájemné důvěře.

## Pozitivní efekty zavedení JIT
- zvýšení produktivity,
- snížení nákupních cen,
- snížení zásob hotových výrobků,
- snížení výrobních zásob,
- snížení množství odpadu,
- zkrácené manipulační a přepravní doby,
- úspora výrobních a skladovacích ploch,
- zlepšení kvality,
- zvýšení včasných dodávek,
- snížení celkových nákladů na materiál,
- zrušení míst k přebalování,
- zrušení kontrolních stanovišť a mnoho dalších.